# 恩戈韦-布格莱原住民区
恩戈韦-布格莱（西班牙語：Ngöbe-Buglé，西班牙語發音：[ˈŋɡoβe βuˈɣle]）是巴拿馬的一個省级原住民区，位於該國西北部，北臨加勒比海。1997年自貝拉瓜斯省、博卡斯德爾托羅省和奇里基省分出。面積6,968平方公里，2006年估計人口135,890人，以圭米人為主。首府亞諾圖格里。
下分7縣、58市。